# Hirschbach im Mühlkreis
Hirschbach im Mühlkreis – miejscowość i gmina w Austrii, w kraju związkowym Górna Austria, w powiecie Freistadt. Liczy 1 149 mieszkańców.